# 동갑내기 과외하기
《"동갑내기 과외하기"(영어: My Tutor Friend)》는 2003년 2월 7일에 대한민국의 영화 작품이다. 이 영화는 김경형 감독의 감독 데뷔 영화 작품이기도 하다.

## 줄거리
부유한 집에서 태어난 김지훈(권상우)은 2년 동안의 미국 유학을 보내다 스무살이 되어 대한민국에 온 뒤 2년 동안 고등학교 생활을 보낸다. 자유분방하게 자란 지훈은 싸움에 발을 붙이며 자란다. 한편, 프라이드 치킨 가게를 경영하는 어머니와 고등학생 남동생과 세 명이서 살고 있는 스무살의 대학생 최수완(김하늘)은 집안이 그다지 부유하지 않다. 최수완은 김지훈의 과외 아르바이트를 맡게 되는데, 지훈의 좋지 않은 태도로 말미암아 일이 생길 때마다 포기하고 만다. 그러나 어머니로부터 다음에 그만두면 부모, 자식 간의 인연을 끝내겠다고 말하는데, 학비 보탬이 된다는 말에 반강제적으로 과외일을 맡게 된다. 그렇게 동갑내기 과외수업이 시작되지만 그들은 둘 주변의 수많은 사건들에 말려들어가며 이야기가 전개된다.

## 출연
- 김하늘 - 최수완 역
- 권상우 - 김지훈 역
- 김지우 - 양호경 역
- 공유 - 이종수 역
- 백일섭 - 지훈 부 역
- 김혜옥 - 지훈 모 역
- 김자옥 - 수완 모 역
- 오승근 - 수완 부 역
- 이성진 - 시경 역
- 서동원 - 창희 역
- 박효준 - 혁재 역
- 정인지 - 희정 역
- 원상연 - 수홍 역
- 엄성모 - 세훈 역
- 정희태 - 집앞 경찰 역

## 제작 크레딧
- 각본: 박연선
- 제작: 이서열, 허대영
- 음악: 이경섭
- 촬영: 지길웅
- 편집: 고임표
- 미술: 김현옥
- 의상: 김진우
- 조명: 한기업
- 원작: 최수완
- 무술감독: 신재명
- 특별출연: 이성진, 오승근
- 각색: 김경형

## 같이 보기
- 《동갑내기 과외하기 레슨 2》 - 속편